# ایتامار بن گویر
ایتامار بن گویر (عبری: אִיתָמָר בֶּן גְּבִיר‎، زادهٔ ۶ مهٔ ۱۹۷۶) وکیل اسرائیلی و سیاستمدار راست افراطی است که به عنوان وزیر امنیت ملی اسرائیل فعالیت می‌کند. او عضو کنست و رهبر حزب قدرت یهودی است.
بن گویر، یک شهرک نشین در کرانه باختری اشغال شده توسط اسرائیل، با اتهام سخنان نفرت پراکنی علیه اعراب مواجه شده است. مشهور است که ایتامار تصویری از تروریست اسرائیلی-آمریکایی باروخ گلدشتاین نصب کرده بود که در قتل‌عام مسجد الخلیل در سال ۱۹۹۴ در الخلیل ۲۹ نمازگزار مسلمان فلسطینی را قتل‌عام و ۱۲۵ فلسطینی دیگر را مجروح نمود را در اتاق نشیمن خود نصب کرده‌بود. او پس از ورود به سیاست این پرتره را حذف کرد. او پیشتر به دلیل حمایت از یک گروه تروریستی موسوم به کاچ محکوم شده بود که از کاهانیسم، یک ایدئولوژی مذهبی افراطی صهیونیستی حمایت می‌کرد.
تحت رهبری او، اوتزما یهودیت (قدرت یهود)، حزبی که طرفدار کاهانیسم و عرب ستیزی است، در انتخابات پارلمانی ۲۰۲۲ اسرائیل شش کرسی به دست آورد و در آنچه که راست‌گراترین و تندروترین دولت در اسرائیل نامیده می‌شود، نمایندگی دارد. او خواستار اخراج شهروندان عرب اسرائیلی شده که به اسرائیل وفادار نیستند. بن گویر «بیشتر با دلیل دیدگاه‌ها و فعالیت‌های آشکارا نژادپرستانه، ضد عربی‌اش شناخته می‌شود». اوا ایلوز جامعه‌شناس اسرائیلی گفته است که بن گویر نماینده «فاشیسم یهودی» است.
بن گویر مدت‌هاست که متهم به اعمال تحریک‌آمیز بوده است، او چندین‌بار به عنوان فعال و عضو کنست از کوه معبد بازدید کرده، راهپیمایی‌های جنجالی در محله مسلمانان در شهر قدیمی اورشلیم انجام داده و دفتری در محله شیخ جراح تأسیس کرده و ناظر چندین مورد اخراج فلسطینی‌ها از خانه‌هایشان بوده است در ۳ ژانویه ۲۰۲۳، او از کوه معبد که مسجد الاقصی در آن واقع شده است بازدید کرد که موجی از انتقادات بین‌المللی را که بازدید او را عمداً تحریک آمیز خواندند به دنبال داشت. به عنوان یک وکیل، او به خاطر دفاع از رادیکال‌های یهودی و تروریست‌هایی که در اسرائیل محاکمه می‌شوند، شهرت دارد.

## اوایل زندگی
ایتامار بن گویر در منطقه مواسرت متولد شد. پدرش در اورشلیم از مهاجران یهودی عراقی به دنیا آمده‌بود. او در یک شرکت بنزین کار می‌کرد و همزمان به نویسندگی مشغول بود. مادرش یک مهاجر کرد یهودی بود که در نوجوانی در ایرگون فعالیت می‌کرد و خانه‌دار بود. خانواده او سکولار بودند، اما او در نوجوانی در جریان انتفاضه اول، دیدگاه‌های راست‌گرای مذهبی و رادیکال اتخاذ کرد. او ابتدا به جنبش جوانان دست راستی وابسته به مولدت پیوست، حزبی که از انتقال اعراب به خارج از اسرائیل حمایت می‌کرد، و سپس به جنبش جوانان حزب حتی تندروتر کاخ و کاهنه چای پیوست که در نهایت به عنوان یک سازمان تروریستی شناخته شد و توسط دولت اسرائیل غیرقانونی اعلام شد. او هماهنگ‌کننده جوانان کاخ شد و ادعا کرده که در سن ۱۴ سالگی بازداشت شده است. هنگامی که او در سن ۱۸ سالگی برای خدمت به نیروهای دفاعی اسرائیل به سن بلوغ رسید، به دلیل پیشینه سیاسی راست افراطی خود توسط ارتش اسرائیل از خدمت معاف شد.
بن گویر همچنان با جنبش کاهانی در ارتباط بود. گفته می‌شود که اوتزما یهودیت جانشین ایدئولوژیک کاخ است. با این حال، هنگام تشکیل حزب اوزتما یهودیت، او ادعا کرد که این حزب یک گروه کاک، کاهن کای یا گروه انشعابی نخواهد بود. او دارای سوابق فعالیت‌های راست افراطی می‌باشد که منجر به صدور کیفرخواست‌های متعدد علیه وی شده است. در مصاحبه ای در نوامبر ۲۰۱۵، او ادعا کرد که ۵۳ بار متهم شده است. در بیشتر موارد، اتهامات از دادگاه بیرون انداخته شد. با این‌حال در سال ۲۰۰۷ او به اتهام تحریک به نژادپرستی محکوم شد.
در دهه ۱۹۹۰، او در اعتراضات علیه توافقنامه اسلو فعال بود. در سال ۱۹۹۵، بن گویر برای اولین بار مورد توجه عموم قرار گرفت، زمانی که در تلویزیون ظاهر شد و در حالی که زیور آلات کادیلاک را که از خودروی نخست‌وزیر اسحاق رابین دزدیده شده بود تکان می‌داد، در تلویزیون ظاهر شد و گفت: «به ماشین او رسیدیم و ما به او نیز خواهم رسید.» چند هفته بعد، رابین توسط یک راست افراطی، یگال امیر ترور شد.

## حرفه حقوقی

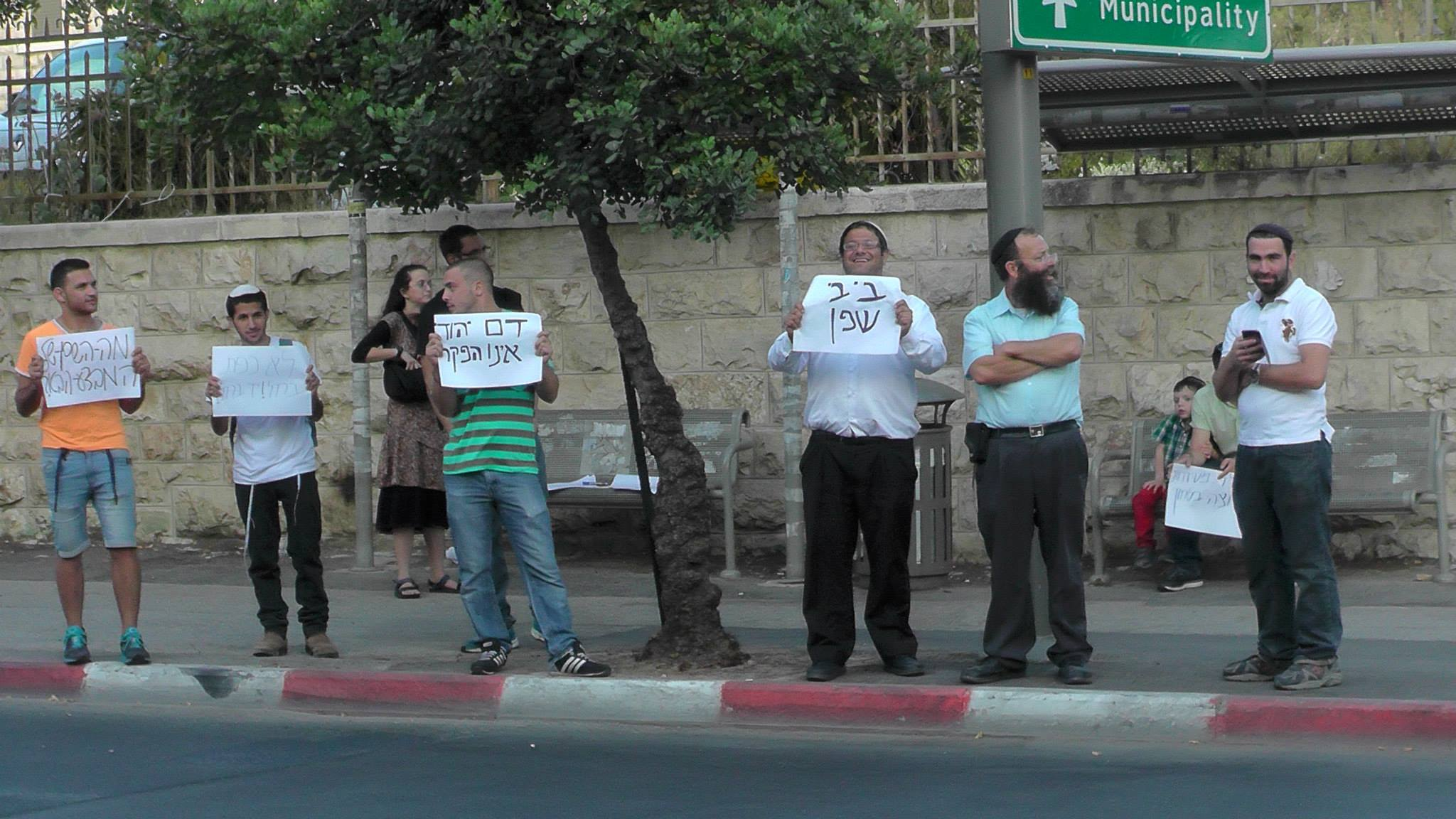
تظاهرات بن گویر علیه آتش‌بس در غزه در طول جنگ غزه ۲۰۱۴.

بن‌گویر گاهی در طول کیفرخواست‌های متعدد علیه خود وکالت خودش را بر عهده گرفت و به پیشنهاد چند قاضی تصمیم گرفت در رشته حقوق تحصیل کند. بن گویر در کالج آکادمیک اونو در رشته حقوق تحصیل کرد. پس از پایان تحصیل، کانون وکلای اسرائیل او را از شرکت در آزمون وکالت به دلیل سابقه کیفری ممانعت کرد. بن گویر ادعا کرد که این تصمیم انگیزه سیاسی داشته است. پس از یک سری اعتراضات، این تصمیم لغو شد، اما مقرر شد که بن‌گویر ابتدا باید سه پرونده جنایی را که در آن زمان متهم شده بود، حل و فصل کند. بن گویر پس از تبرئه شدن در هر سه پرونده به اتهامات از جمله برگزاری تجمع غیرقانونی و ایجاد مزاحمت برای یک کارمند دولتی، اجازه شرکت در آزمون را پیدا کرد. در امتحانات کتبی و شفاهی قبول شد و پروانه وکالت به او اعطا شد.
بن گویر به عنوان یک وکیل، وکالت تعدادی از فعالان یهودی راست افراطی مظنون به تروریسم و جنایات نفرت را برعهده داشته است. مشتریان قابل توجه عبارتند از بنزی گوپستین و دو نوجوان متهم به آتش‌سوزی در دوما. هاآرتص، بن‌گویر را «مردی با آغوش باز» برای افراط‌گرایان یهودی که با مشکلات قانونی مواجه هستند، توصیف کرد و گزارش داد که فهرست موکلان او «مظنونان پرونده‌های ترور یهودی و جنایات نفرت در اسرائیل شبیه به «کیست» است. بن‌گرویر همچنین وکیل لهاوا، یک سازمان راست افراطی اسرائیلی ضد همسان سازی است که در مخالفت با ازدواج یهودیان با غیر یهودیان فعال است، و از واقف شکایت کرده است.
بن‌گویر می‌گوید که کار او به‌عنوان وکیل برای فعالان راست افراطی یهودی با انگیزه کمک به آنها است و نه برای پول.

## زندگی سیاسی
بن گویر دستیار پارلمانی در کنست هجدهم برای مایکل بن آری بود. در ۲۳ ژوئیه ۲۰۱۷، او بخشی از رهبری تظاهراتی بود که ده‌ها نفر را در خارج از دفتر نخست‌وزیر در اورشلیم حضور داشتند. این تظاهرات توسط لهاوا و قدرت یهودی برگزار شد.
در ۲۵ فوریه ۲۰۱۹، بن گویر گفت که شهروندان عرب اسرائیل که به اسرائیل وفادار نیستند «باید اخراج شوند».
قبل از ورود به سیاست، بن گویر به داشتن پرتره ای از تروریست اسرائیلی-آمریکایی باروخ گلدشتاین در اتاق نشیمن خود معروف بود که در قتل عام سال ۱۹۹۴ مسجد الخلیل ۲۹ نمازگزار مسلمان فلسطینی را قتل‌عام کرد و ۱۲۵ نفر دیگر را زخمی کرد. او این پرتره را برای آماده شدن برای انتخابات قانونگذاری ۲۰۲۰ اسرائیل حذف کرد به این امید که بتواند در لیست یکپارچه راست به رهبری نفتالی بنت شرکت کند.
بن گویر قصد داشت در انتخابات پارلمانی اسرائیل در سپتامبر ۲۰۱۹ برای یک کرسی در کنست در اولین دوره از فهرست ترکیبی انتخاباتی نوام / اوتزما یهودیت نامزد شود، اگرچه دو حزب بر سر گنجاندن یک نامزد سکولار از سوی اوتزما در تاریخ انشعابات اختلاف پیدا کردند. فهرست ترکیبی (که نوام با آن مخالف بود). بن گویر در جایگاه سوم از فهرست مشترکی قرار داشت که شامل اوتزما یهودیت، نوام و حزب صهیونیست مذهبی بود که در انتخابات پارلمانی ۲۰۲۱ اسرائیل شرکت کردند. او با کسب شش کرسی به کنست انتخاب شد.

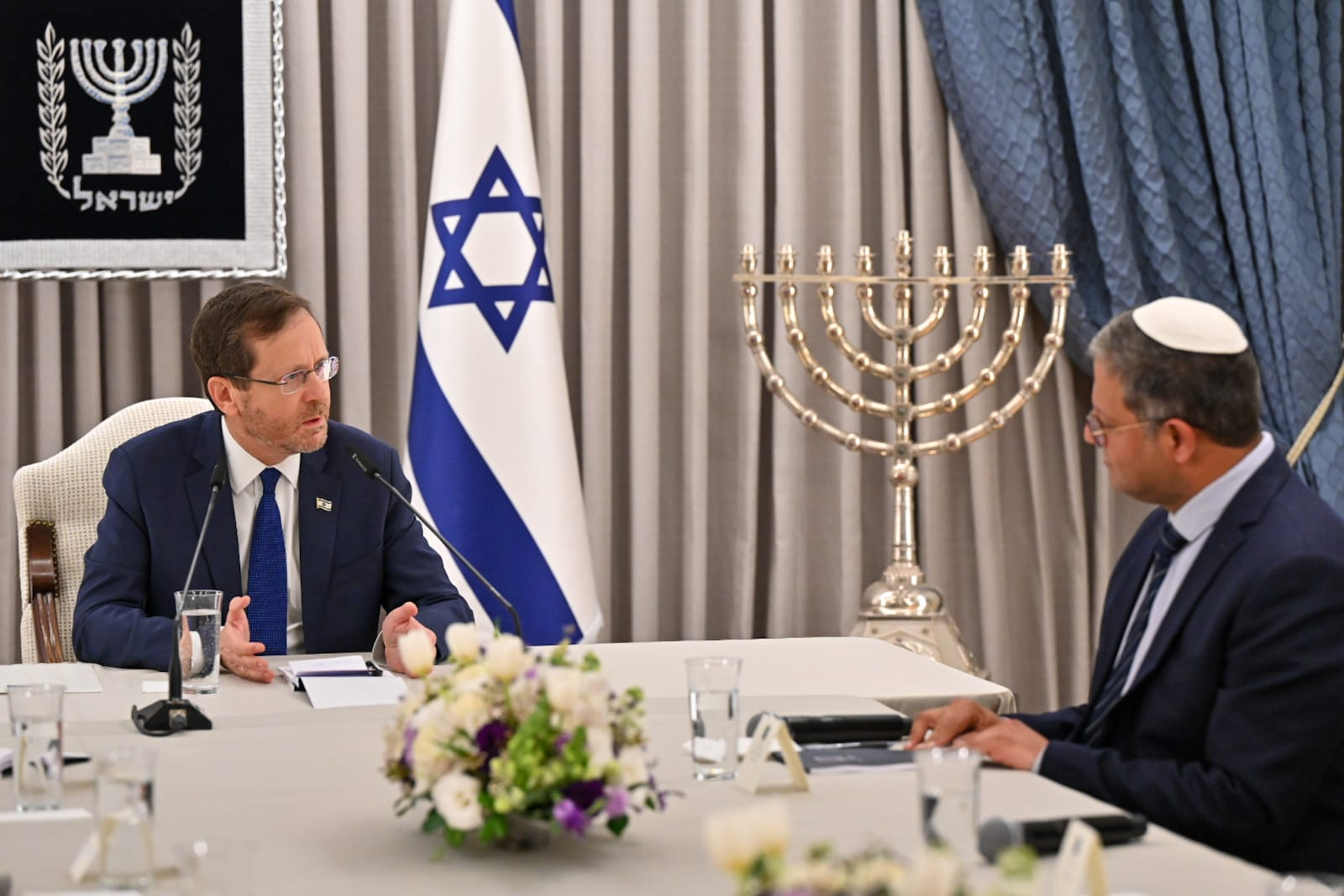
بن گویر با رئیس‌جمهور اسرائیل اسحاق هرتزوگ، ۱۰ نوامبر ۲۰۲۲

در ماه مه ۲۰۲۱، گزارش شد که او برای نشان دادن همبستگی با شهرک نشینان یهودی ساکن محله شیخ جراح در بیت‌المقدس شرقی، در حال رفت و آمد به این محله بوده است.
در اکتبر ۲۰۲۱، بن‌گویر و ایمن عوده، رهبر فهرست مشترک، در جریان بازدید از مرکز پزشکی کاپلان برای دیدن مقداد قواسمه، یکی از عوامل حماس که برای بیش از سه ماه از بازداشت اداری‌اش در اعتصاب غذا بود، درگیری فیزیکی داشتند. بن گویر مخالف معالجه قواسمه در بیمارستان اسرائیل بود و اظهار داشت که برای بررسی وضعیت زندانی و همچنین «از نزدیک شاهد معجزه اینکه که یک فرد با وجود چند ماه غذا نخورده زنده می‌ماند باشد» مراجعه کرده است. هنگامی که بن گویر تلاش می‌کرد وارد اتاق قواسمه شود، اوده را به دلیل حمایت از افراطیانی مانند قواسمه به تروریست بودن متهم کرد. سپس اوده ابتدا ضربه‌ای زد و بن-گویر را هل داد و این دو قبل از اینکه توسط تماشاچیان از هم جدا شوند شروع به درگیری کردند. بن‌گویر بعداً از عوده شکایت کرد و مدعی شد که او «ارتکاب یک عمل جنایی جدی» انجام داده است.
در دسامبر ۲۰۲۱، بن‌گویر پس از انتشار ویدئویی از او در حال کشیدن اسلحه به سمت نگهبانان امنیتی عرب در جریان یک مشاجره در پارکینگ در گاراژ زیرزمینی مرکز کنفرانس اکسپو تل آویو مورد بازجویی قرار گرفت. نگهبانان از بن‌گویر خواستند تا وسیله نقلیه‌اش را جابجا کند، زیرا او در محوطه پارک ممنوع پارک کرده‌بود. بن‌گویر سپس تپانچه‌ای بیرون کشید و آن را به سمت نگهبانان زد. هر دو طرف به یکدیگر طعنه زدند و بن گویر ادعا کرد تهدید جانی شده است. نگهبانان مسلح نبودند. او از هر سمت کنست مورد انتقاد نمایندگان قرار گرفت و این حادثه مورد بررسی قرار گرفت.

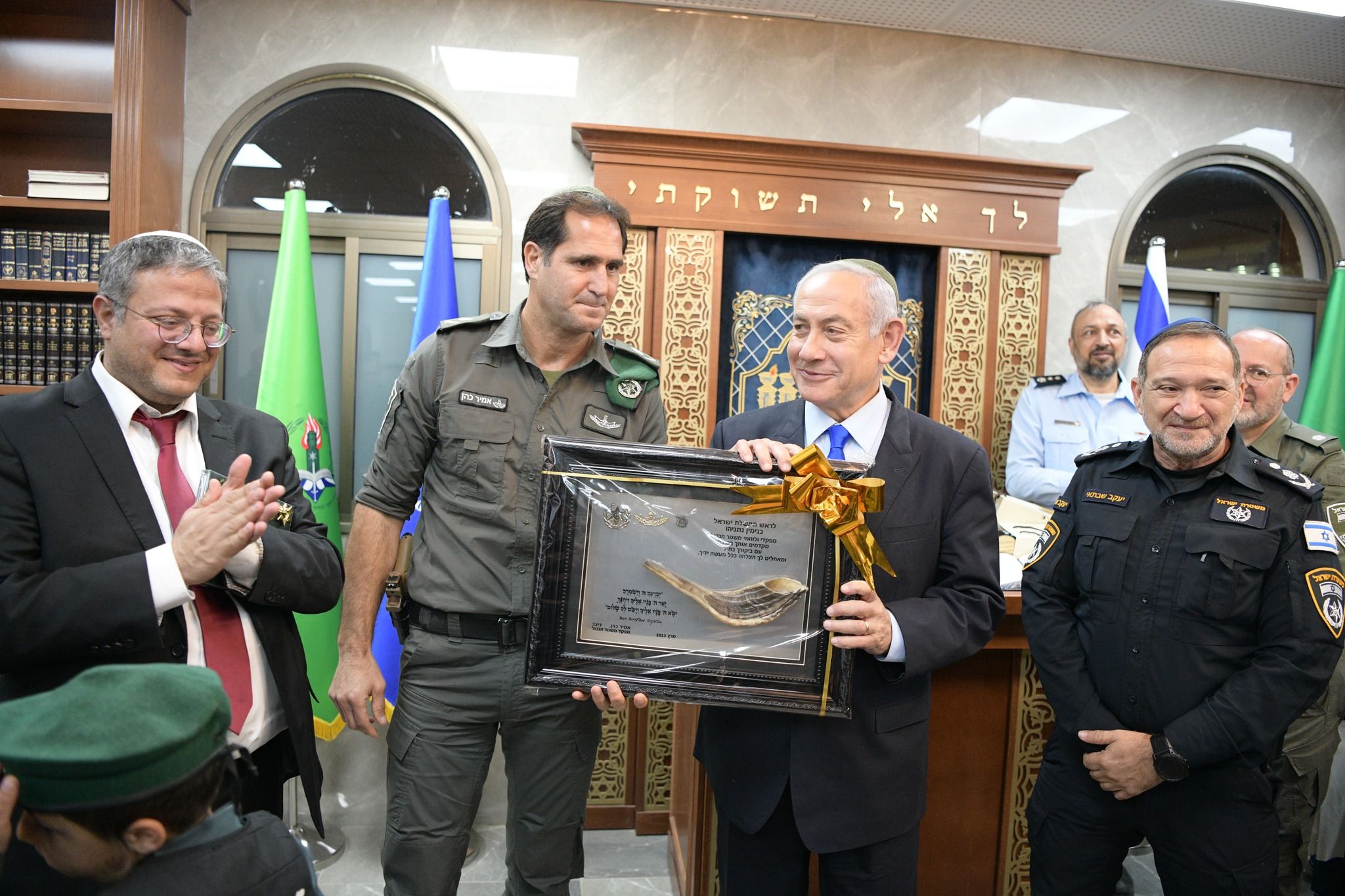
بن گویر با بنیامین نتانیاهو نخست‌وزیر اسرائیل، ۶ مارس ۲۰۲۳

در ژانویه ۲۰۲۲، سطح امنیت او افزایش یافت. به دلیل تهدیدهای جانی مکرر علیه او، بن گویر توسط چندین محافظ امنیتی در ملاء عام همراهی می‌شود و اقدامات امنیتی بیشتری برای اطمینان از امنیت وی اتخاذ می‌شود.
در ۱۳ اکتبر ۲۰۲۲، در محله شیخ جراح در اورشلیم شرقی، بن گویر در درگیری بین شهرک نشینان یهودی اسرائیلی و ساکنان محلی فلسطینی شرکت کرد و با به اهتزاز درآوردن اسلحه، به پلیس گفت که به سمت فلسطینی‌هایی که در محل حادثه سنگ پرتاب می‌کنند، شلیک کنند. و بر سر آنها فریاد می‌زد که «ما صاحبخانه اینجا هستیم، یادتان باشد که من صاحبخانه شما هستم.» این پیامی بود که بعداً توسط او در توییتی در صبح پس از انتخابات ۲۰۲۲ در توییت پیروزی خود تکرار شد.
در انتخابات پارلمانی اسرائیل در سال ۲۰۲۲، حزب بن‌گویر موفقیت بی‌سابقه‌ای داشت و آرای خود را نسبت به آخرین انتخابات پارلمانی دو برابر کرد و به این ترتیب حزب او سومین حزب بزرگ در کنست ۲۵ شد. بن گویر و حزبش وارد یک دولت ائتلافی تحت رهبری نتانیاهو شدند. در اواخر نوامبر ۲۰۲۲ گزارش شد که بن گویر ریاست وزارت امنیت ملی تازه تأسیس را بر عهده خواهد گرفت که وظایف آن شامل نظارت بر پلیس مرزی اسرائیل در کرانه باختری است.
در سوم ژانویه ۲۰۲۳، بن گویر، به عنوان وزیر امنیت ملی، از کوه معبد بازدید کرد که موجی از انتقادات بین‌المللی را از سوی ایالات متحده، اتحادیه اروپا و کشورهای عربی از جمله اردن، مصر، عربستان سعودی و امارات متحده عربی برانگیخت که سفر وی را تحریک آمیز خواندند و از اسرائیل خواستند به وضعیت موجود اماکن مقدس احترام بگذارد. بن گویر مدت‌ها متهم به اعمال تحریک‌آمیز بود و قبلاً به عنوان فعال و عضو کنست چندین بازدید از کوه معبد را رهبری کرده بود، راهپیمایی‌های جنجالی در محله مسلمانان شهر قدیمی اورشلیم را بر عهده داشت و دفتری را در محله شیخ جراح تأسیس کرده‌بود که شاهد تنش بین فلسطینی‌ها و اسرائیلی‌ها بود.
در اوایل اکتبر ۲۰۲۳، پس از دستگیری ۵ یهودی اولترا ارتدوکس هردی به دلیل تف کردن به مسیحیان در خارج از کلیساها، بن گویر در پی دستگیری‌ها گفت که این «پرونده جنایی» نیست. او قبل از ورود به سیاست، از تف کردن یهودیان به مسیحیان به عنوان «یک رسم باستانی یهودی» دفاع می‌کرد. پس از حمله حماس به اسرائیل در اکتبر ۲۰۲۳، بن گویر گفت: «اسرائیل یکی از سخت‌ترین حوادث تاریخ خود را تجربه می‌کند. اکنون زمان پرسش، آزمایش و تحقیق نیست.»

## زندگی شخصی
بن گویر با آیالا نمرودی، یکی از بستگان دور اوفر نیمرودی، صاحب سابق روزنامه معاریو ازدواج کرده است. این زوج دارای پنج فرزند هستند و آنها در شهرک اسرائیلی کریات اربا / الخلیل در کرانه باختری اشغالی توسط اسرائیل زندگی می‌کنند که طبق قوانین بین‌المللی غیرقانونی تلقی می‌شود.
بن گویر پس از مرگ پدر بن گویر، از مراقب پدرش، یک کارگر خارجی از سریلانکا، برای دریافت ۱۰۰۰۰۰ NIS شکایت کرد. ادعای بن گویر این بود که پدرش به دلیل رفتن کارگر به تعطیلات فوت کرده است. دادگاه حکم داد که بن گویر و برادرش حدود ۱۰۰۰۰۰NIS به کارگر خارجی به عنوان وارث پدرشان پرداخت کنند.